# 아이리스 온라인
《아이리스 온라인》(Iris online)은 이야소프트 개발2팀에서 제작한 판타지 대규모 다중 사용자 온라인 롤플레잉 게임(MMORPG)이다. 내부적으로 개조한 게임브리오를 사용하여 약 4년 동안 개발하였으며, 2010년 2월 10일 자사에서 운영하는 엔팡에서 정식 서비스를 시작하였다. 이야소프트가 엔팡 사업을 정리하면서 2011년 6월 1일 서비스 종료하였다.
타로 카드를 이용한 게임플레이와 각각의 개성을 가진 22개 던전, 몬스터 변신 시스템 등을 특징으로 내세웠었다.